# Paolo Ragosa
Paolo Ragosa, född 11 september 1954 i Voltri, är en italiensk vattenpolospelare som ingick i Italiens herrlandslag vid olympiska sommarspelen 1980.
Ragosa spelade åtta matcher i OS-turneringen 1980 där Italien kom på åttonde plats.
Ragosa tog EM-brons 1977 i Jönköping och VM-guld 1978 i Västberlin. Han ingick i det italienska laget som tog silver i vattenpoloturneringen vid Medelhavsspelen 1979.